# 서동원 (배우)
서동원(1979년 4월 4일 ~ )은 대한민국의 배우이다.

## 학력
- 천안북일고등학교
- 중부대학교 연극영화과
- 경희대학교 연극영화과 학사

## 출연작

### 드라마
- 1995년 SBS 주간시트콤 《LA아리랑》
- 1998년 EBS 청소년드라마 《내일》 ... 이범석 역
- 1999년 EBS 청소년드라마 《네 꿈을 펼쳐라》 ... 권석태 역
- 2004년 SBS 미니시리즈 《형수님은 열아홉》 ... 신창조 역
- 2004년 MBC 주간시트콤 《조선에서 왔소이다》 ... 안 박사 역
- 2005년 MBC 미니시리즈 《신입사원》 ... 강민 역
- 2005년 KBS2 단막극 《드라마시티 - 낙타씨의 행방불명》 ... 명석 역
- 2007년 MBC 미니시리즈 《개와 늑대의 시간》 ... 최일도 역
- 2007년 SBS 금요드라마 《아들 찾아 삼만리》 ... 서방교 역
- 2008년 MBC 미니시리즈 《달콤한 인생》 ... 현필 역
- 2008년 SBS 미니시리즈 《일지매》 ... 은복 역
- 2009년 MBC 대하드라마 《선덕여왕》 ... 덕충 역
- 2009년 SBS 일일연속극 《아내가 돌아왔다》[1] ... 박영배 역
- 2010년 MBC 미니시리즈 《로드 넘버원》 ... 최용배 역
- 2010년 SBS 주말극장 《웃어요, 엄마》 ... 강도영 역
- 2011년 SBS 미니시리즈 《뿌리깊은 나무》 ... 북방 병사 역
- 2012년 SBS 주말 특별기획 《바보 엄마》 ... 배일도 역
- 2012년 SBS 미니시리즈 《드라마의 제왕》 ... 주동석 역
- 2013년 tvN 월화드라마 《나인: 아홉 번의 시간여행》 ... 1968년 최진철 역
- 2013년 MBC 주말연속극 《사랑해서 남주나》 ... 송병주 역
- 2013년 MBC 단막극 《드라마 페스티벌 - 상놈탈출기》 ... 점백이 역
- 2014년 SBS 설날특집극 《시월의 어느 멋진 날에》 ... 우편 배달부 송하진 역
- 2014년 JTBC 미니시리즈 《우리가 사랑할 수 있을까》 ... 박승룡 역
- 2014년 SBS 주말 특별기획 《엔젤 아이즈》 ... 김호진 역
- 2014년 KBS2 미니시리즈 《조선 총잡이》 ... 화약기술자 역
- 2014년 SBS 주말극장 《모던파머》 ... 박상득 역
- 2015년 SBS 주말 특별기획 《내마음 반짝반짝》 ... 이순진의 맞선남 역
- 2015년 SBS 주말 특별기획 《이혼변호사는 연애중》 ... 한국남 역 (특별출연)
- 2015년 SBS 주말 특별기획 《애인 있어요》 ... 고현우 역
- 2015년 SBS 미니시리즈 《육룡이 나르샤》 ... 이방과 역
- 2015년 SBS 월화드라마 《대박》 ... 밀풍군 역
- 2016년 MBC 주말 특별기획 《아버님 제가 모실게요》 ... 서철민 역
- 2016년 SBS 수목드라마 《푸른 바다의 전설》 ... 63빌딩 수족관 직원 역
- 2017년 SBS 월화드라마 《피고인》 ... 오종민 형사 역
- 2017년 MBC 미니드라마 《세가지색 판타지 - 생동성 연애》 ... 유정준 역 (특별출연)
- 2017년 SBS 시트콤 《초인가족 2017》 ... 성교육 강사 역 (특별출연)
- 2017년 tvN 토일드라마 《비밀의 숲》 ... 김정본 역
- 2017년 SBS 수목드라마 《수상한 파트너》 ... 소정하 역
- 2017년 MBC 수목드라마 《로봇이 아니야》 ... 조진배 역
- 2018년 JTBC 월화드라마 《으라차차 와이키키》 ... 최 감독 역 (특별출연)
- 2018년 SBS 주말 특별기획 《착한마녀전》 ... 유부남 역
- 2018년 OCN 월화드라마 《그남자 오수》 ... 김순경 역
- 2018년 SBS 수목드라마 《훈남정음》 ... 강춘남 역
- 2018년 SBS 월화드라마 《사의 찬미》
- 2019년 SBS 월화드라마 《초면에 사랑합니다》 ... 정중희 역
- 2019년 MBC 수목드라마 《하자있는 인간들》 ... 김 박사 역
- 2021년 JTBC 토일드라마 《구경이》 ... 노무현 역
- 2024년 SBS 금토드라마 《재벌X형사》 ... 이기석 역

### 영화
- 2000년 《단적비연수》 ... 어린 장준 역
- 2001년 《엽기적인 그녀》 ... 탈영병 역
- 2003년 《동갑내기 과외하기》 ... 창희 역
- 2004년 《말죽거리 잔혹사》 ... 박성춘 역
- 2004년 《내 여자친구를 소개합니다》 ... 문호 역
- 2005년 《여자, 정혜》 ... 슬픈 남자 역
- 2007년 《6년째 연애중》 ... 김민재 역
- 2008년 《멋진 하루》 ... 사촌집 남자 역(특별출연)
- 2012년 《댄싱퀸》 ... 정철 역
- 2012년 《자칼이 온다》 ... 벨보이 역
- 2015년 《열정같은소리하고있네》 ... 체육 수습 역
- 2021년 《파이프라인》
- 2022년 《공조 2: 인터내셔날》 ... 이 형사 역
- 2023년 《웅남이》 ... 성 형사 역
- 2024년 《더러운 돈에 손대지 마라》 ... 박 형사 역

### 방송
- 《우리동네 예체능》 (2016년, KBS2)
- 《도전 지구탐험대》 - 2001년 6월 10일 출연

## 광고
- 2004년 농심 오징어짬뽕